# Vam, Järfälla kommun

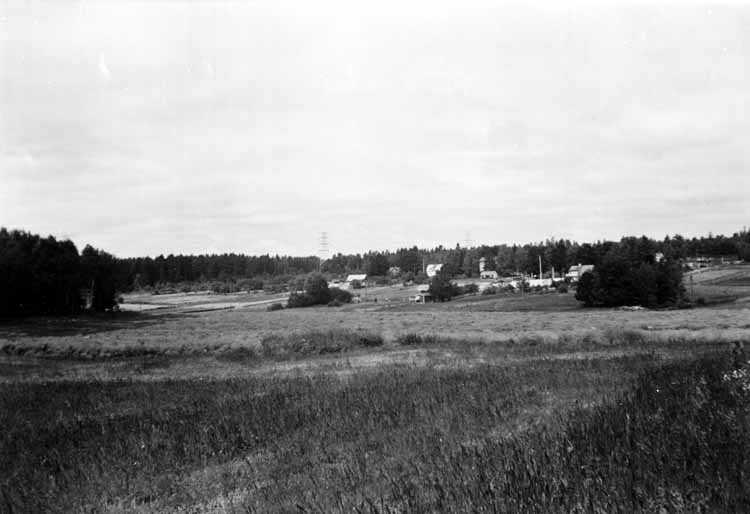
Vams gårds gamla gårdsplats i Viksjö. Fotografi från 1957.

Vam var en gård i Viksjö i Järfälla socken, Stockholms län. Fram till 1825 var Vams gårdsplats cirka 80 m sydväst om Mälarvägen i Viksjö i dess sträckning mellan Råstensvägen och Viksjöleden, cirka 250 m sydöst om Råstensvägens korsning med Mälarvägen. Området ingår i fastigheten Viksjö 2:4 och ägs av Järfälla kommun sedan 1981. Av gården återstår ingenting idag.
På platsen finns en stensamling mitt ute i gärdet som kan ha samband med den tidigare bebyggelsen. Var Vams gård låg är inte exakt klarlagt. På senare tid har man dock funnit husgrunder i området. Husgrunderna är troligen det gamla Vams gårdsplats. Strax intill finns även en stensättning.
Gården, som var ett frälsetorp, omtalas första gången 1542 i Upplands handlingar, och fanns under nära 300 år fram till 1826. Den ägdes 1545 av kammarjunkaren och krigskommissarien Nils Ryning (1520-1578). År 1544, ett år innan han ärvde frälsetorpen i Järfälla, hade han gift sig med Ingeborg Trolle och 1552 blev han far till riksamiralen och riksrådet Axel Ryning. Genom sin mor Anna Bengtsson Lillie ärvde Nils Ryning de fem gårdarna Vam, Fastebol, Högby, Bredgården och Kallbrunna 1545 och senare ärvde han även Viksjö gård 1562.
I Nils Rynings kopiebok med avskrifter på Kungliga biblioteket kallas gården Wamb och i Upplands handlingar 1542 kallas gården Vam, men 1545 heter den Vamb, enligt Beskrivning till kartor upprättade av "Rikets ekonomiska (allmänna) kartverk". Upplands handlingar (UH) finns i Kammararkivet (KA), som ingår i Riksarkivet (RA) i Stockholm. Enligt geometriska jordeboken ligger gårdsplatsen Vam 400 m nordnordväst om Viksjö gård.

## Historik
De tre gårdarna Vam, Fastebol och Högby har vad jordnatur och ägare beträffar följt varandra under nästan hela den period från vilken handlingar finns bevarade. Så långt tillbaka som vi kan följa gårdarna i handlingar har de tre gårdarna varit frälsegårdar med samma ägare som Viksjö. Gårdarna har alltsedan Viksjö gård på 1600-talet blev säteri legat under den gården. Ett undantag utgjorde i detta hänseende Vam som redan 1847 frånsåldes Viksjö. 1995 bildades Görvälns naturreservat och gårdsplatsen för Högby ligger i det som är naturreservat, men varken gårdsplatserna för Vam eller Fastebol ligger inom reservatets gränser.

## 1400-talet
År 1494 skiftades arvet efter riksrådet och lagmannen i Uppland Gregers Mattsson (Lillie), död 1494, varvid Viksjö och jord i Vam, Fastebol, Högby och Kallbrunna tillföll sonen riddaren och riksrådet Bengt Gregersson (Lillie) (1455-1501), som då ärvde Vam. För Vam räntade Bengt Gregersson Lillie ½:0 penning och hans dotter Anna Bengtsdotter Lillie, född 1491, ½:0 penning. Anna Bengtsdotter Lillie var mor till Nils Ryning (1520-1578), som 1545 ärvde frälsetorpet Vam.

## 1500-talet
År 1514 skiftades arvet efter Bengt Gregersson (Lillie), död 1501, varvid hans dotter Anna Bengtsdotter Lillie, som var född 1491 och gift med  Erik Ryning, död 1520, ärvde Viksjö och de underlydande gårdarna. Anna Bengtsdotter Lillie och Erik Ryning var föräldrar till Nils Ryning, som 1545 ärvde Viksjö gård och jord i gårdarna Vam, Fastebol, Högby, Kallbrunna, och Viksjö i Järfälla.
Vam upptas för första gången i 1542 års register på fodringen och en bonde vid namn Jober eller Jakob, som då bodde gården. Han var befriad från skatt på grund av fattigdom. På konungsfodringen i samma års register står antecknat att "Jober är fri från denna utlaga för fattigdoms skull". Gården infördes i senare jordeböcker och mantalslängder för ¼ mantal och utgör ¼ hemman.
År 1545 tillhörde Vam Nils Ryning och gården brukades fortfarande av Jober eller Jakob, som namnet nu skrevs. Gårdsnamnet stavas nu Vamb, en stavning som sedan oftast användes och bibehölls ända till 1952, då det officiella namnet ändrades till Vam. Nils Eriksson Ryning var kammarjunkare och sedermera krigskommissarie, han var son till riksrådet Erik Ryning.

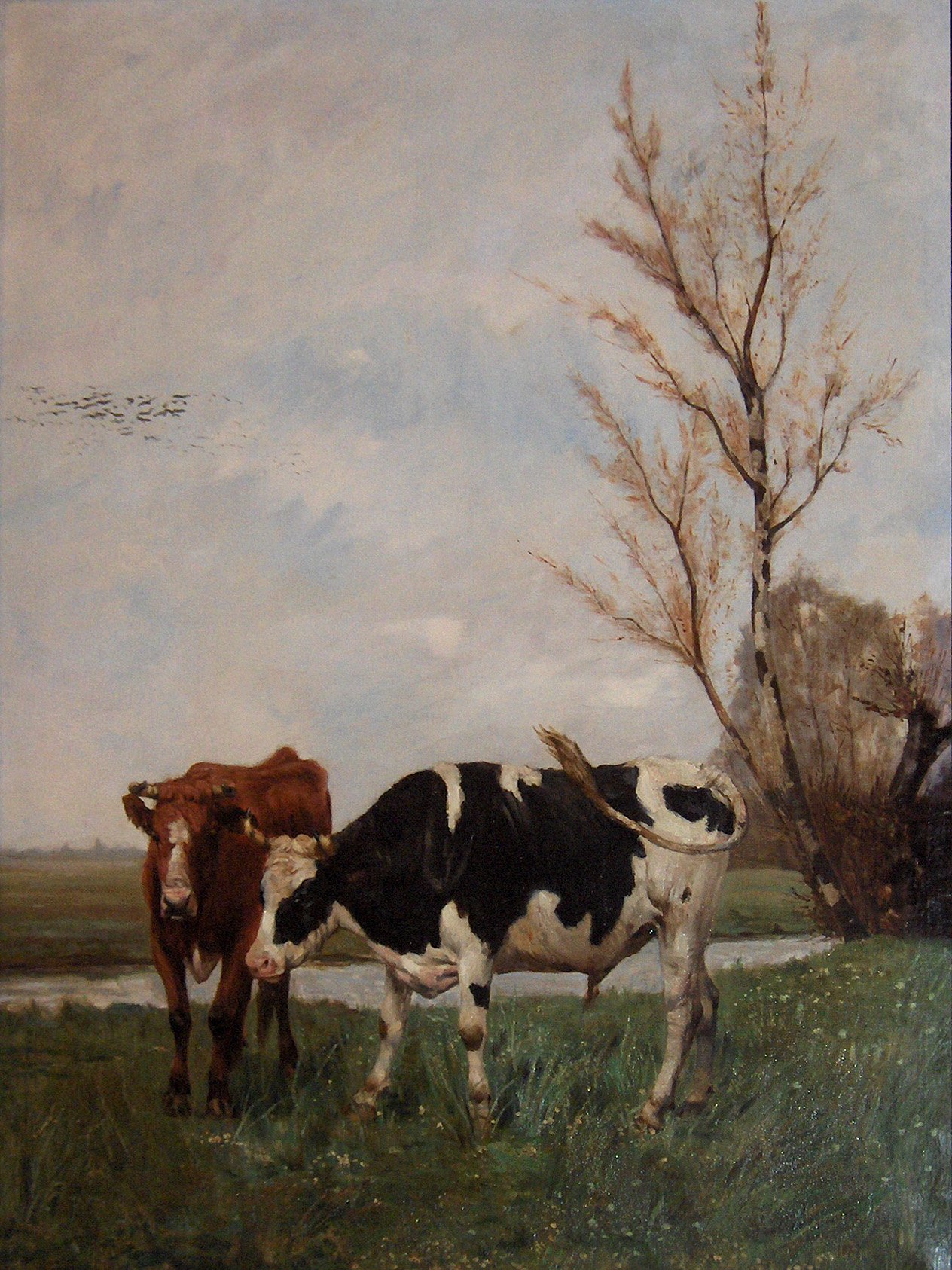
År 1599 ägde Henrik på Vam bara två kor och en häst. Brukaren Henrik betalade bara 5 öre i förmögenhetsskatt. På gården hade man det fattigt och eländigt.

År 1548-1550 upptogs Vam i tiondelängderna, men utgjorde inget tionde, vilket torde tyda på att hemmanet var synnerligen litet och fattigt. Detsamma är fallet i 1555-1556 års tiondelängder. På 1550-talet tillhörde gården fortfarande Nils Ryning och han skulle erlägga ½ mark i avradspenningar, utgöra 6 dagsverken och motta 2 hästar till utfodring. Vam finns inte heller upptaget i 1570-talets tiondelängder för åren 1572, 1573 och 1578. I längderna över förmögenhetsbeskattning och uppteckning av böndernas förmögenheter, det vill säga silver, boskap och utsäde 1599 upptogs en Henrik på Vam. I förmögenhetsskatt skulle han erlägga 5 öre, en av de allra minsta summorna som någon gård betalade, om man undantar vad torpare och så kallade husmän skulle erlägga. Årligen sådde han endast tre tunnor och ägde bara två kor och en häst.
För att öka skatteintäkterna var tillsättandet av fogdar, som skulle ha uppsikt på skatteindrivningen, och på 1530-talet var tillsättandet av fogdarna del av Gustav Vasas plan. Bevarade fogderäkningar från 1539-1630 finns i Kammararkivet i Riksarkivet i Stockholm och benämningen på dessa räkenskaper är Landskapshandlingar, därför att dessa räkenskaper ordnades landskapsvis, till exempel Upplands handlingar, vilket gav dem deras samlingsnamn. I tiondelängderna listas vilka som betalat tiondeskatt. Det kunde även finnas andra mer eller mindre tillfälliga längder som avser olika tillfälliga skatter. Av jordeböckerna framgår gårdarnas storlek och de avgifter och skatter som brukaren av gården skulle betala. Kronans jordeböcker är en del av fogdarnas räkenskaper. De äldsta jordeböckerna är från 1500-talet.

## 1600-talet

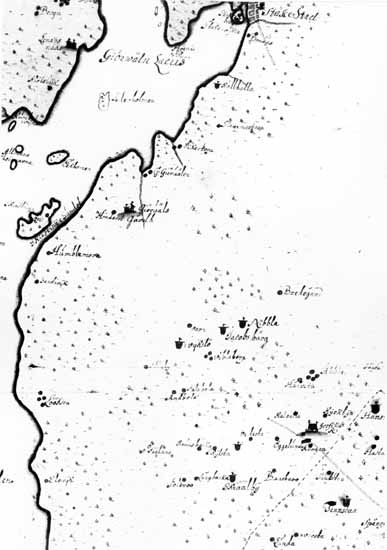
Del av karta över Mälaren mellan Stockholm och Stäket från 1675 av lantmätaren Johan Persson Gedda, bror till lantmätaren Jonas Persson Gedda.

År 1603 upptogs Vam i avkortningslängden, eftersom gården inte utgjort den årliga räntan och 1604 angavs hemmanet som öde. Inte heller i längderna över 1613 års Älvsborgs lösen 1614-1619 upptas gården.
Brukaren Mathis avslöjades som tjuv år 1613, men han hann tillsammans med hustrun avvika från trakten. Av en notering i en restantielängd 1614 framgår att Vam varit bebott 1613. Där står: "Mathis i Vamb stal och römde till Greff Abrahams gåål med hustru." "Gref Abrahams gåål" kan möjligen syfta på greve Abraham Brahes säteri Rydboholm i Östra Ryds socken, som han ärvt efter sin far riksrådet greve Per Brahe den äldre till Visingsborg. Abraham Pedersson Brahe (1569-1630) ägde nämligen denna tid Vam jämte en av de två gårdarna i Viksjö. De båda hemmanen i Viksjö blev troligen i början av 1600-talet skilda på olika ägare. En av gårdarna ägdes sålunda 1614 av riksrådet greve Abraham Brahe (1569-1630). Enligt en notering i 1631 års jordebok ägdes denna gård under Viksjö gård och Vam av den äldre brodern greve Magnus Brahe (1564-1633) under Nora i Bromma socken. Om Magnus Brahe verkligen ägt Viksjö kan dock betvivlas. I domboken vid vintertinget 1642, då Anna Margareta Bielke satte in 740 riksdaler specie i häradsrätten emot amiralen och landshövdingen friherre Göran Gyllenstiernas af Lundholm köp av en gård inklusive Hummelmora och Vam, köpte denne gården just av sin faster Elsa Gyllenstierna, Abraham Brahes änka. Detta köp ägde rum före 1637, eftersom redan i detta års länsräkenskaper angavs det att Göran Gyllenstierna hade köpt gården.
Endast i ett par av 1620- och 1630-talens boskaps- och utsädeslängder upptas gården, vilket tyder på att gården fortfarande var ganska liten.
År 1689 kartlades Vam och gårdens åker utgjorde då 3 ¼ tunnland på tallmo och klapper med ett årligt utsäde av 1 ¼ tunna. Ängen gav 1½ vinterlass hö per år. Härefter överfördes gården från ¼ till 1/8 mantal. Sedan 1670-talets slut brukades gården av Nils Eskilsson till hans död 1705.

## 1700-talet

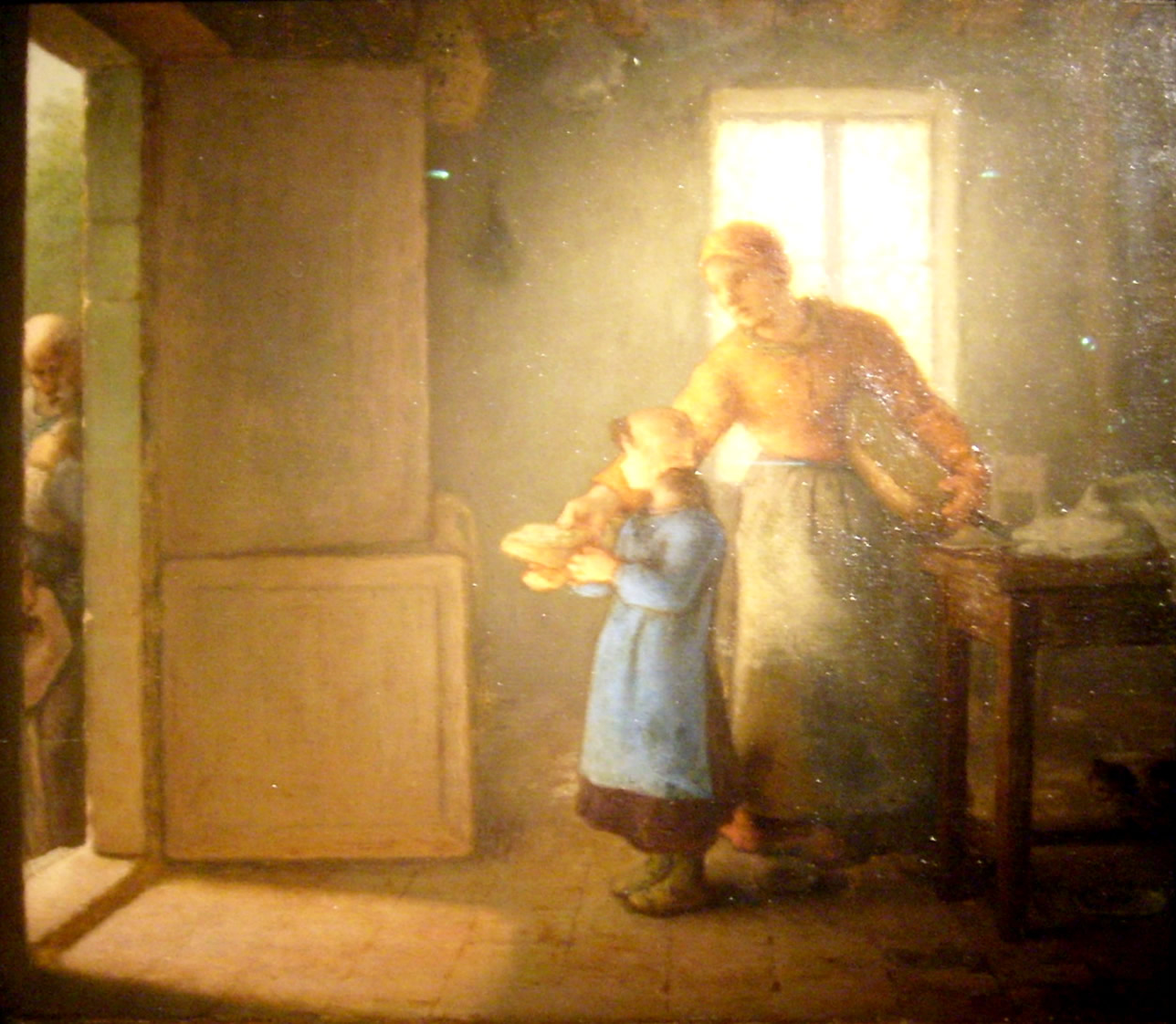
Interiör i hemmet i en bondfamilj.

Efter Nils Eskilssons död 1705 brukades Vam av Erik Andersson, som var sexman 1714–1716, från 1707 till 1730. Erik Andersson efterträdare Anders Ersson, som även han var sexman under åren 1731–1732 och 1744, brukade gården 1730–1749. Anders Erssons hustru stod för bruket de sista åren, eftersom han blev blind 1744.
Vam hade tolv brukare under 1700-talets senare hälft och fem olika brukare under de sista tio åren, eftersom brukarna på Vam endast brukade gården något enstaka år. I ett par omgångar var gårdens jordbruk då också lagt under Viksjö. Annars brukades Vam självständigt till 1820, då jordbruket definitivt lades under Viksjö. Därefter var gården obebodd, med undantag av åren 1826–1829. Till slut hade jordbruket lagts helt under Viksjö.

## 1800-talet
Vid enskiftet 1825 flyttade man därför ut Vam till Skäftingeholmen. Det var en för Järfällas del unik flyttning av ett hemman. En av orsakerna var att Vam låg för nära Viksjö gård och hade sina ägor inblandade med Viksjö ägor. Det var också svårt att driva en så liten gård.
År 1825, då fabrikör Thomas Bennet i släkten Bennet ägde Viksjö gård och därmed även Vam, utfördes rågångsbestämning och enskifte av dessa gårdar. Vid kartläggningen 1825 lät Thomas Bennet företa ett enskifte av ägorna till Viksjö med underlydande gårdar, däribland Vam och Fastebol, och då skedde en gränsbestämning kring Viksjö. Det var bara rågångsbestämningen som stadfästes av häradsrätten. Däremot fick enskiftet endast privat karaktär. Året därpå, 1826 sålde Thomas Bennet Viksjö till en notarie och avflyttade samma år till Hammarby socken. I samband med detta skifte verkställdes emellertid en för Järfällas del smått unik flyttning av hemmanet Vam, som från sin gamla gårdsplats nära Viksjö gård flyttades ut till Skäftingeholmen, och där lades ut på holmens södra hälft. Vam fick här en areal på 38 tunnland 18½ kappland, varav åker 2 tunnland 22 kappland, äng 4 tunnland 22 kappland och skogbevuxen hagmark 31 tunnland 6½ kappland.
Tjugofem år senare, 1850, upplyste Järfälla sockenombud om denna utflyttning vid jordrannsakningen i Sollentuna härad.

## 1900-talet
Vid 1950-talets mitt ingick Vam i fastigheten 2:1, som ägdes av Viksjö AB, ett dotterbolag till Fastighets AB Hufvudstaden. Denna fastighet såldes med vissa smärre undantag den 5 juli 1963 till Småhusstaden, Fastighets AB Versus Kommanditbolag, ett bolag bildat av Skånska Cement AB, Svenska Industribyggen AB (Siab) och John Mattsson Byggnads AB, för att exploatera Viksjö. I försäljningen ingick hela Vams ursprungliga gårdsområde. På detta område tillkom bebyggelsen kring Hemmansvägen, Ensittarvägen och Torpvägen samt kring Mantalsvägen och Skiftesvägen, som utgör de nordligaste delarna av Viksjö samhälle.
Under ledning av en inspektor drevs jordbruket på Viksjö och det upphörde definitivt 1974. Av den odlingsbara marken brukas cirka 50 hektar till Görväln och ingår i kommunens jordbruksdrift där. Hela Vams gamla gårdsområde ingick i försäljningen.
Vid 1950-talets mitt ägdes hela Vam, alltså både Vam 1:1 och avstyckningen Vam 1:2, där Görvälns vattenverk ligger, av Stockholms Norra Förorters Kommunalförbund för Vattenledning. Norrvatten bildades 1926. Förbundet, som från 1961 hette Stockholmstraktens vattenverksförbund, idag Görvälns vattenverk, äger Vam också sedan 1983. På Vam eller Lövholmen, som platsen vanligen kalls finns en byggnad kvar. Den används som bostad för anställda vid Görvälns vattenverk. Platsen för Vam ligger på Skäftingeholmens södra del strax söder om vägen till vattenverket, där denna skiljer sig från vägen till vattenverkets personalbostäder längre söderut på ön.

## Bilder över Vams gamla gårdsplats
Fotografier från 1957 över Vams gårds gamla gårdsplats nordväst om Viksjö gård, Järfälla kommuns bilddatabas.

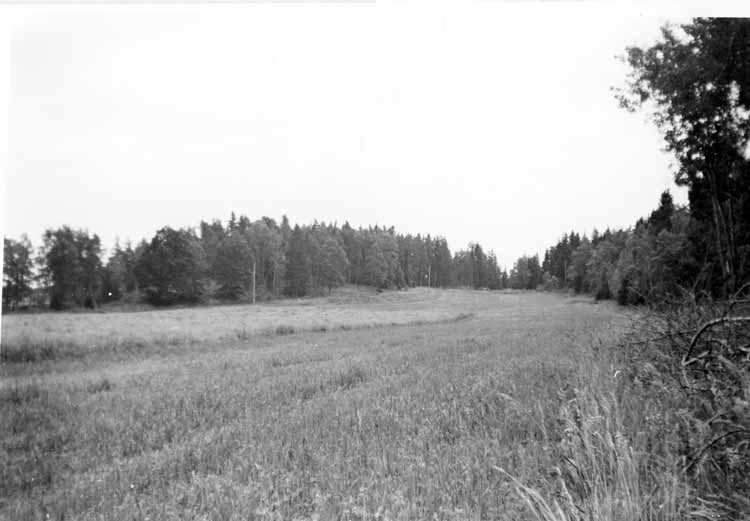
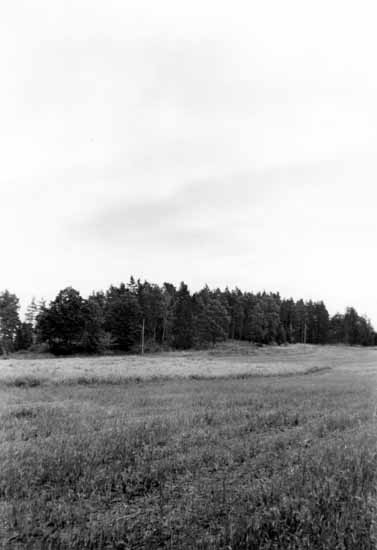
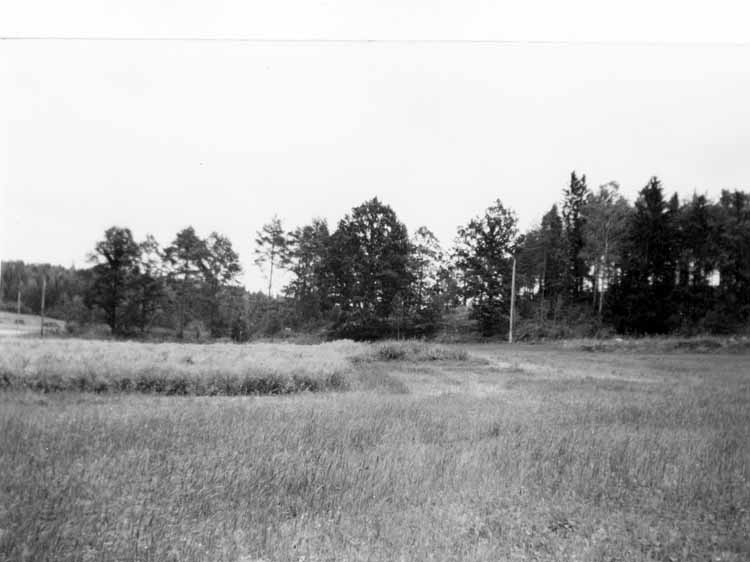
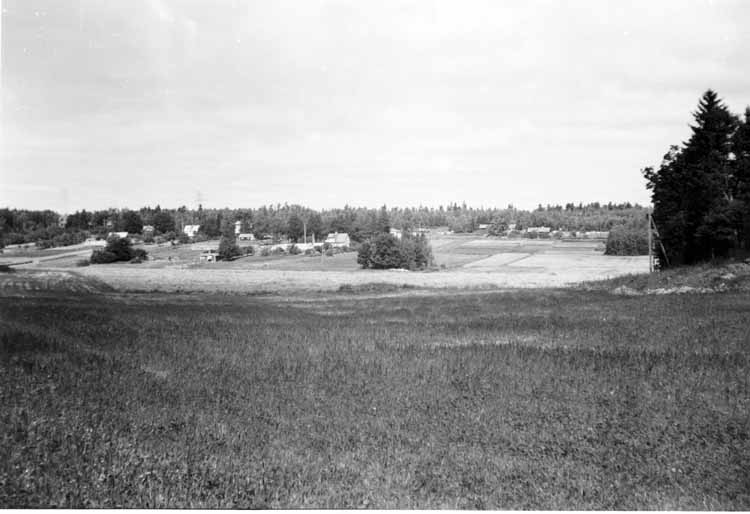